# Mauritaanse presidentsverkiezingen (1992)

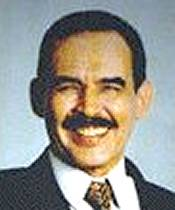
Mauritaanse presidentsverkiezingen
24 januari 1992
Winnaar:
Maaouya Ould Sid'Ahmed Taya
Partij: PRDS
Stemmen: 345.583
62.89%

De Mauritaanse presidentsverkiezingen van 1992 vonden op 24 januari plaats. In de periode 1991-1992 maakte Mauritanië de transitie door van militaire dictatuur naar een democratische staat met een meerpartijenstelsel. In juli 1991 sprak een meerderheid van de kiezers zich uit voor de invoering van een meerpartijendemocratie. President Maaouya Ould Sid'Ahmed Taya die in 1984 via een militaire coup aan de macht van gekomen, stelde zich kandidaat voor de presidentsverkiezingen en won de verkiezingen met 63% van de stemmen. Zijn voornaamste tegenkandidaat, Ahmed Ould Daddah (halfbroer van de bij een staatsgreep in 1978 afgezette president Moktar Ould Daddah), kreeg 33% van de stemmen.
| Kandidaat                       | Kandidaat                       | Partij                                   | Stemmen | %      |
| ------------------------------- | ------------------------------- | ---------------------------------------- | ------- | ------ |
|                                 | Maaouya Ould Sid'Ahmed Taya     | Parti républicain démocratique et social | 345.583 | 62,89  |
|                                 | Ahmed Ould Daddah               | Union des forces démocratiques           | 180.658 | 32,89  |
| Overige kandidaten              | Overige kandidaten              | Overige kandidaten                       | 23.241  | 4,23   |
| Totaal                          | Totaal                          | Totaal                                   | 549.482 | 100,00 |
|                                 |                                 |                                          |         |        |
| Geldige stemmen                 | Geldige stemmen                 | Geldige stemmen                          | 549.482 | 97,98  |
| Ongeldige stemmen/ Blanco       | Ongeldige stemmen/ Blanco       | Ongeldige stemmen/ Blanco                | 11.314  | 2,02   |
| Totaal aantal stemmen           | Totaal aantal stemmen           | Totaal aantal stemmen                    | 560.796 | 100,00 |
| Geregistreerde kiezers/ Opkomst | Geregistreerde kiezers/ Opkomst | Geregistreerde kiezers/ Opkomst          | 560.762 | 47,40  |
| Bron: AED, Nohlen et al.        |                                 |                                          |         |        |